# Heart of Every Town
Heart of Every Town ist ein Album von Ad Vanderveen. Es erschien im Jahr 2023 unter dem Label SongSense. Die Präsentation der CD fand am 2. April 2023 im Rahmen der Live-Uraufführung in der Piterkerk in Lippenhuizen statt.

## Musikstil
Die 20 Songs werden in zwei verschiedenen Settings gespielt:
Disc 1: Church basiert auf akustischer Gitarre mit Kirchenorgel, aufgenommen in der Piterkerk in Lippenhuizen.
Disc 2: Pub basiert auf E-Gitarre mit Band (The O’Neils), aufgenommen im Pub De Harmonie in Edam.
Es finden sich dabei die Genres Rock, Folk, World und Country wieder.

## Cover
Die auf dem vorderen Cover vor hellem Hintergrund abgebildete Kirche stand bis zu ihrem Abriss im Jahr 1992 in Bussum. Auf dem hinteren Cover ist vor dunklem Hintergrund der Pub De Harmonie in Edam abgebildet.

## Entstehungsgeschichte

### Historische Verbindung
“The idea for this record was to try and explore the historic link there is between the music that I make – country, folk influenced acoustic music – and church music. … My mother used to be an organist in church, and I may have picked up some influences there, and I've always wanted to hear how my music relate to that origin. So I went to the church and I took the acoustic guitar and the church organ as the basis for the songs that I was writing.”

„Die Idee für diese Platte war, die historische Verbindung zwischen meiner Musik – akustische Musik mit Country-Folk-Einfluss – und der Kirchenmusik zu erforschen. … Meine Mutter war früher Organistin in der Kirche, und vielleicht habe ich dort einige Einflüsse aufgeschnappt, und ich wollte immer hören, wie meine Musik mit diesem Ursprung zusammenhängt. Also ging ich in die Kirche und nahm die Akustikgitarre und die Kirchenorgel als Grundlage für die Songs, die ich schrieb.“

### Die Kirche – das Herz jeder Stadt
“A church is the heart of every town. … There's still the places with lovely acoustics and lovely atmosphere that you know can bring people together for cultural events, art exhibitions, concerts, poetry, reading, whatever.”

„Eine Kirche ist das Herz einer jeden Stadt. … Es gibt immer noch Orte mit schöner Akustik und schöner Atmosphäre, von denen man weiß, dass sie Menschen für kulturelle Veranstaltungen, Kunstausstellungen, Konzerte, Poesie, Lesungen und so manches mehr zusammenbringen können.“

### Die Kneipe – das Herz jeder Stadt
“While working in the church, I played a concert with my old bandmates, which is an electric band, The O'Neill's … We had such a blast that I started hearing the songs with this electric band. And I started thinking, not in church, you know, I want to bring that to the pub, because that's also the heart of every town, right? So we brought the band to the pub and did the same songs in a totally different setting. So the songs have totally different energy.”

„Während ich in der Kirche arbeitete, spielte ich ein Konzert mit meinen alten Bandkollegen, einer Electro-Band, The O'Neill's … Wir hatten so viel Spaß, dass ich anfing, die Songs mit dieser elektrischen Band zu hören. Und da dachte ich mir, nicht in der Kirche, sondern im Pub, denn das ist ja auch das Herz jeder Stadt, oder? Also brachten wir die Band in die Kneipe und spielten dieselben Songs in einer völlig anderen Umgebung. Die Songs haben dadurch eine ganz andere Dynamik.“

## Titelliste
Alle Titel sind, wenn nicht anders angegeben, geschrieben von Ad Vanderveen.
Disc 1: Church
1. Heart of Every Town (Church) – 5:00
2. Poor Soul (Church) – 4:05
3. Die While Living (Church) – 3:59
4. Homesweet (Church) – 3:53
5. Horizon Line (Church) – 4:23
6. Not a Song (Church) – 6:21
7. Mirage (Church) – 4:30
8. Child Again (Church) – 4:11
9. Never Growing Old (Church) – 5:24
10. Unremembered Dream (Church) – 0:31

Disc 2: Pub
1. Unremembered Dream (Pub) – 3:15
2. Heart of Every Town (Pub) – 5:18
3. Poor Soul (Pub) – 4:25
4. Die While Living (Pub) – 8:23
5. Homesweet (Pub) – 5:10
6. Horizon Line (Pub) – 4:44
7. Not a Song (Pub) – 8:46
8. Mirage (Pub) – 5:22
9. Child Again (Pub) (by all players) – 9:04
10. Never Growing Old (Pub) – 5:43

Gesamtspieldauer: 1:42:27

## Rezeption
“Ad Vanderveen is wellicht de meest creatieve en productieve singer-songwriter in het americana-folk wereldje.”

„Ad Vanderveen ist vielleicht der kreativste und produktivste Singer-Songwriter in der Americana-Folk-Welt.“

“Zowel de akoestische church versie als de rockende pub versie hebben de kwaliteit die we van Ad Vanderveen gewend zijn.”

„Sowohl die akustische Kirchenversion als auch die rockige Pub-Version haben die Qualität, die wir von Ad Vanderveen gewohnt sind.“

“Bovendien is de spirit en het vuur van weleer na de reünie vorig jaar helemaal terug bij The O’Neils.”

„Nach der Wiedervereinigung im letzten Jahr ist der Geist und das Feuer von damals bei The O’Neils wieder voll da.“

“Holland’s Ad Vanderveen is one of that nation’s finest exports, a singer-songwriter with a keen sense of melody and melodic intent. His songs are supple, soothing and rich with sentiment and honest emotion. His new album, Heart of Every Town is no exception, a set of songs that finds a connection between traditional church music and the bonds of folk music in a secular setting.”

„Der Niederländer Ad Vanderveen ist einer der besten Exporte seines Landes, ein Singer-Songwriter mit einem ausgeprägten Sinn für Melodie und melodische Gestaltung. Seine Lieder sind geschmeidig, beruhigend und reich an Gefühlen und ehrlichen Emotionen. Sein neues Album Heart of Every Town ist da keine Ausnahme, eine Reihe von Liedern, die eine Verbindung zwischen traditioneller Kirchenmusik und den Anleihen der Volksmusik in einem säkularen Umfeld herstellen.“